# 希臘王國
希臘王國（羅馬化：Vasíleion tīs Elládos），是指從1832年到1973年這一時間段之內的希臘，是一個存在於南歐地中海的君主制国家。

## 歷史

### 簡述
希臘王國的成立和奧斯曼土耳其帝國關係頗大，奧斯曼帝國在希臘的殘酷行為釀成希臘獨立戰爭，希臘知识分子建立了希臘第一共和國，制定了擴展至東羅馬帝國昔日版圖的目標。在俄、英、法三國對奧斯曼的調停之下，希臘因自身實力的不足而放棄使用帝國稱號，改採王國制，其作為一個國家的獨立地位於1832年召開的倫敦會議中被歐洲列強認可，其作為希臘的民族國家定位也於隨後簽訂的《君士坦丁堡條約》中得到國際社會的保證。
在隨後的第一次和第二次巴爾幹戰爭中，希臘借助各國民族主義濃烈的風氣，一舉從奧斯曼帝國奪取了諸多希臘民族的土地，基本收復了除了安納托利亞之外所有古希臘歷史領土。從1862年開始，希臘引進了北歐的丹麥皇室作為自己的統治者，受到其影響而開始實行先進的君主立憲制度，在農業和輕工業領域上迅速現代化。也是在這個時候，由於民族主義和義務教育的普及，新一代的希臘学生能從學校的课本上直接習得关于古希臘的知識，越來越多的希腊人把希臘文明當做作自己的祖先，而非在國家認同上非常模糊的東羅馬文明。在此後的十餘年，以建立一個純粹的希臘民族國家為目標的年青政治人物不斷湧現，與認為希腊才是東羅馬正統的老政治人物們展開了長期的內鬥。
1918年，伴隨著奧斯曼帝國在一戰戰敗，其所有的非土耳其民族的領土都被解體，這些部份有的成為獨立國家、有的成為英法的殖民地。希臘王國在此時趁亂入侵，奪取了土耳其安納托利亞的西半部一圈，希臘政府在當時也對復活拜占庭的版圖勢在必得。不過在4年後的1922年，現代土耳其共和國的國父凱末爾殺出希臘軍隊的重圍，把絕大部份希臘陸軍趕回巴爾幹半島，在幾個月的時間內土耳其就取得了全面勝利。凱末爾在佔領了安納托利亞全境之後就不再向希臘擴張領土，也沒有對希臘提出割地的條款，凱末爾甚至還對希臘承諾：土耳其不會再利用“大奧斯曼主義”恢復舊帝國的版圖；希臘作為戰敗方欣然接受了這個寬鬆的停戰協議，同時宣佈說希臘也會放棄東羅馬的版圖，雙方在之後就互相交換居住在各自領土內的希臘人和土耳其人。至此，希臘派與東羅馬派的政治鬥爭以希臘派的勝利作為結束，希土兩國也從多民族帝國雙雙轉化為單一的民族國家，希臘的版圖在之後就趨於固定，不再变动。
雖然在國家定位上的問題解決了，不過希臘馬上又需要在共和制和君主制、獨裁與民主中進行抉擇。這種國家層面的舉棋不定持續困擾著希臘此後的50年時間，但這期間因為沒有發生對外戰爭，所以全部動亂都集中於希臘的版圖之內，對外則一直維持和平至今。1924年，君主制一度被軍方廢除，改為第二共和，但這個共和國卻是獨裁政體，和君主立憲時期的希臘相比其實是制度上的倒退；人民對獨裁共和國日漸不滿，隨後又於1935年武裝恢復君主立憲。1941年，轴心国占领了希腊并扶植了傀儡政权希腊国，這個希臘國又改回了獨裁共和制。1944年，在二戰同盟國的幫助下，希腊王国以不對外出兵的方式完成了第二次复辟。1967年，希腊军方第二次发动政变建立右翼政权，但名義上依然保留著希臘王國這一名號。所以，狹義上的希臘王國其實在1967年就已經毀滅，這之後的希臘王國只是擁有“王國”的名字，但實際上已經變質為了共和制；而广义上的希臘王國則是在1974年軍政府垮台之時才算滅亡，因為此時的希臘國名稱才正式的從“希臘王國”改為“希臘第三共和國”。

### 維特爾斯巴赫王朝

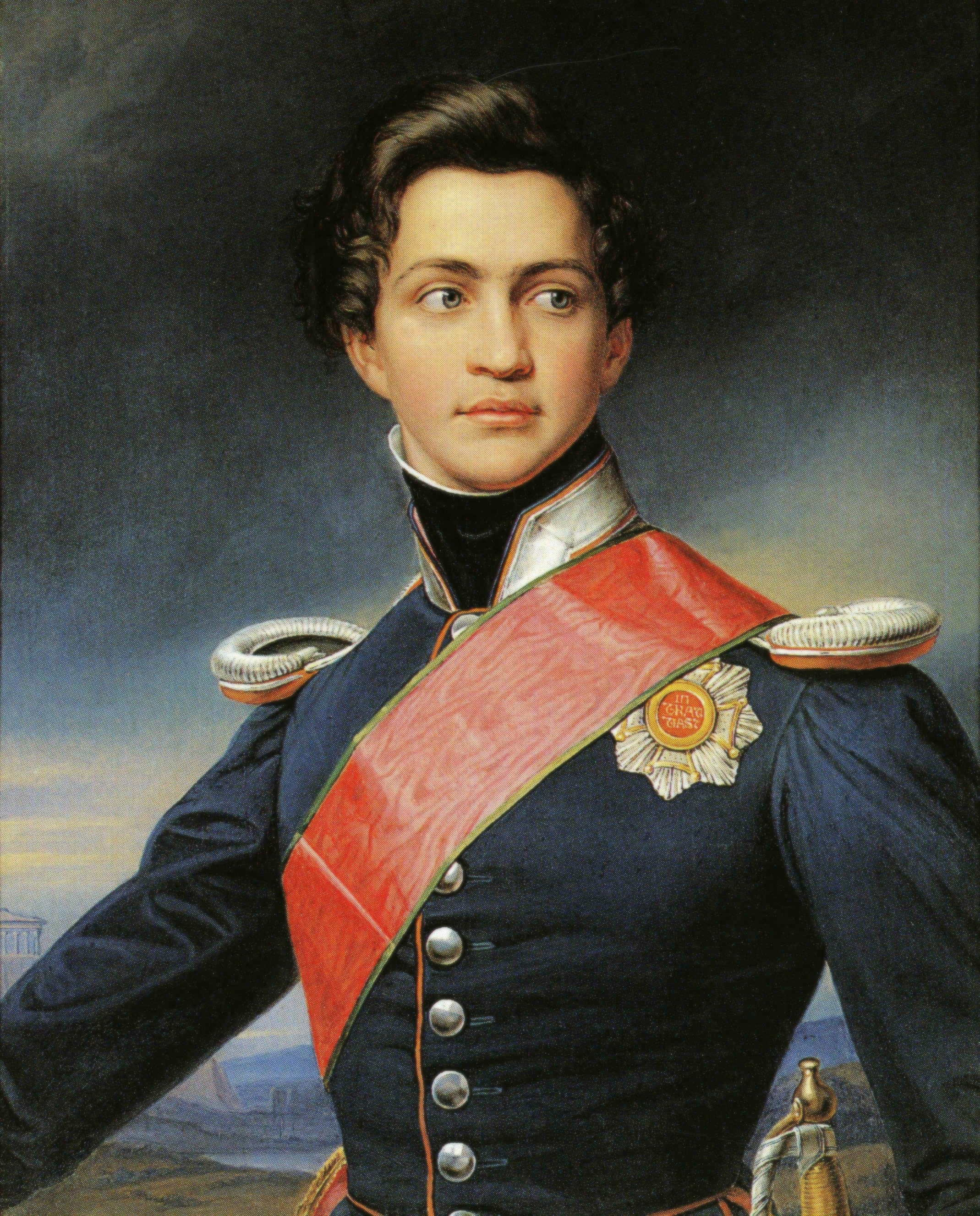
奧托一世

希臘人於1821年開始反抗鄂圖曼土耳其，並一直激戰至1829年；1828年由愛奧尼斯·卡波季斯第亞斯帶領希臘邁向獨立，同時當選為共和國的首任總統。然而他卻在1831年遭到暗殺身亡。此後全國陷入了一片混亂；列強決定介入並計劃成立一個王國。在1832年倫敦會議中，英、法、俄三國指派巴伐利亞維特爾斯巴赫王朝、年僅十七歲的奧托王子為希臘王國的第一位君主，是為奧托一世，並規定希臘王國與巴伐利亞王國永遠不許合併。由於當時奧托一世尚未成年，於是就由三位輔政大臣執政。到了1835年，奧托一世才親政。

### 九月三日革命
1843年，一般大眾普遍對奧托一世及巴伐利亞王室的專斷行為感到不滿，而開始要求制憲、改採君主立憲。奧托拒絕。於是同年的9月3日，一支步兵團在Dimitri Kalergis上校，以及備受尊敬的指揮官Yannis Makriyannis的帶領下包圍了皇宮。揚言倘若國王不制憲，就不會解散。奧托迫於壓力，只得答應。召開國民大會以回應眾人的請求。
結果1844年的首相約安尼斯·科萊提斯推翻了憲法的自由條文，與國王共同建立一個「議會獨裁制」。於是1843年胜利的不是立宪主义者，而是独立战争时的领袖。希腊只不過从巴伐利亚人的外族獨裁统治换为希腊人的內部獨裁统治而已，他们都没有执行民主的原则。這是因為民主自由的價值觀與精神從未在希臘人心中普及或建立，希臘仍是東方色彩濃重的農業國度，而非西歐進步的工業社會。

### 丹麥王朝

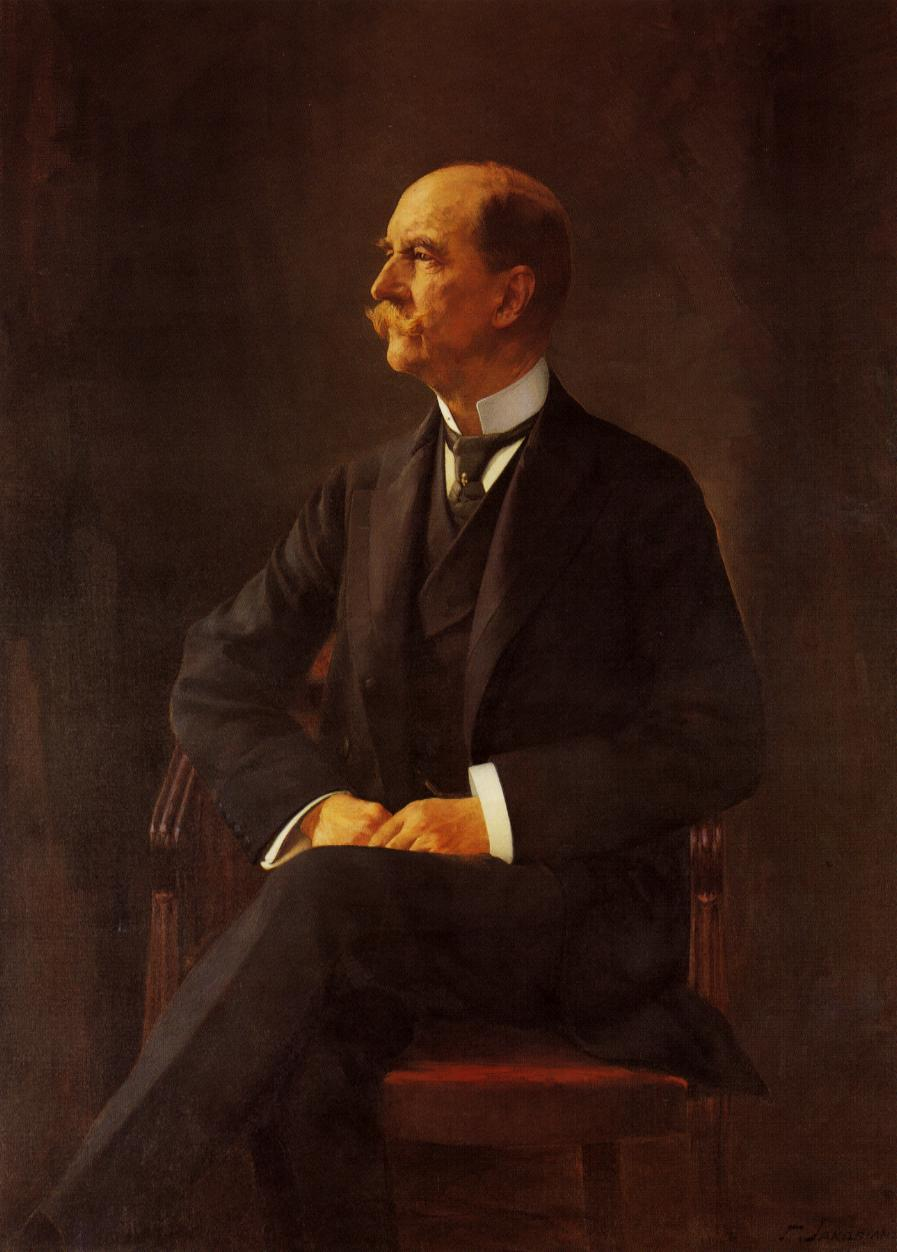
希臘人的國王乔治一世

丹麥王朝的全稱是“石勒蘇益格-荷爾斯泰因-宗德堡-格呂克斯堡王朝”，在前代國王奧托一世在1862年被罷黜後，由來自丹麥的威廉親王即位，是為喬治一世。他一共在位五十年。在這段期間，希臘的版圖大為擴張（在他加冕後不久，英國便把愛奧尼亞群島割給希臘）；同時，在經濟方面也有大幅成長。1913年，就在希臘即將於第一次巴爾幹戰爭獲勝之際，他在塞薩洛尼基遇刺身亡。
1896年4月6日，第一屆夏季奧林匹克運動會在雅典開幕。
喬治一世死後，由其子康斯坦丁一世繼位。他在德國受過教育，並且還娶了德皇腓特烈三世的女兒蘇菲亞。因此也算是德國人，而拒絕首相埃莱夫塞里奥斯·韦尼泽洛斯參與三國協約的建議。使希臘一開始在第一次世界大戰中保持中立。
然而，此舉引起部分人士的反對，雙方意見相左。各自在雅典與塞薩洛尼基成立政府，造成分裂的局面。1917年希臘還是加入了三國協約陣營；而康斯坦丁一世則被迫讓位給他的兒子亞歷山大。戰後，希臘獲得小亞細亞的一些土地作為補償。
亞歷山大國王於1920年被猴子咬傷而逝世，由康斯坦丁一世重新繼承王位。但稍後發生的第二次希土戰爭中希臘軍隊慘敗，致使他又被罷黜下臺。不久於西西里島的流放地逝世。
其後，喬治二世繼位。1924年，他因第二共和的成立而離位。1935年，喬治·康迪利斯將軍發動政變，將共和政府推翻；並舉辦公民投票恢復君主制，喬治二世復辟。1936年，愛奧尼斯·美塔薩克斯發動政變，建立八月四日體制。1941年德國、義大利和保加利亞入侵希臘後他與全體王室成員流亡到埃及，希臘王國被瓜分佔領，德國控制雅典和塞薩洛尼基，保加利亞佔領色雷斯，其餘由義大利佔領。1943年義大利投降，德國除色雷斯外大致控制希臘全境，1944年德軍和保加利亞軍隊撤出希臘，英國軍隊逐漸控制希臘，直到二战完結，希臘王國復辟，於1946年回國復位，直到1947年去世。
喬治二世的繼承人為保羅一世，他在位至1964年。而其子康斯坦丁二世則在1967年12月為上校團驅逐，並由上校團所指派的攝政王取而代之。1973年，在軍政府所主導的公投下，廢黜王政。同年6月，喬治·帕帕多普洛斯出任總統。
1974年軍政府垮台後，康斯坦丁二世返國，隨後希臘舉行共和制公投，終止君主制度，希臘王國至此宣告滅亡，走入歷史。

## 君主
自奧托一世到康斯坦丁二世，共歷任七位國王。